# Vicosoprano
Vicosoprano je bývalá samostatná obec ve švýcarském kantonu Graubünden. Žije zde asi 450 obyvatel.
Do konce roku 2009 bylo Vicosoprano samostatnou politickou obcí v bývalém kraji Bregaglia v okrese Maloja. Dne 1. ledna 2010 se obce v údolí Val Bregaglia (tj. Bondo, Castasegna, Soglio, Stampa a Vicosoprano) sloučily a vytvořily novou obec Bregaglia.

## Geografie
Vicosoprano se nachází v horní části údolí Val Bregaglia. Na dně údolí přes Vicosoprano teče řeka Mera. V horní části údolí, ve výšce 1458 m n. m., leží vesnice Casaccia na rozcestí k průsmyku Septimerpass a průsmyku Malojapass, kudy prochází stezka Bergell High Trail.
Východně od Vicosoprana leží vesnice Pranzaira a vodní nádrž Albignasee ve výšce 2162 m n. m., která je od svého dokončení v roce 1959 přístupná lanovkou nebo pěšky. V okolí přehrady se nachází Piz dal Päl (2617 m n. m.), Punta da l’Albigna (2892 m n. m.), Piz Cacciabella (2979 m n. m.) a ledovec Albigna.
K Vicosopranu patří také osady Pungel a Roticcio na svahu na pravé, severní straně údolí.

## Historie

Údolí Bregaglia (1923)

Vicosoprano bylo osídleno již v prehistorických dobách, jak dokládá nález mušlového kamene v lokalitě Bosca. Z římské doby pochází Merkurův oltář u Caslacu z druhé poloviny 4. století.
Až do roku 960 byli držiteli obce duchovní z Coma, poté biskup z Churu. Latinský název Vicus Supranus („horní vesnice“) je poprvé doložen v roce 1096, který v raném novověku převládl nad lombardskými hláskovými podobami jako Visoprano a podobně. Ve středověku bylo Vicosoprano hlavním městem údolní obce Bregaglia, sídlem centrem místní správy a ministeriálních rodů Castelmur a Prevost. Obec Vicosoprano zavedla reformaci v roce 1529, respektive 1553.
Sousední obec Casaccia byla připojena v roce 1971. Dne 1. ledna 2010 se Vicosoprano sloučilo s dalšími obcemi údolí Val Bregaglia a vytvořilo novou obec Bregaglia.

## Obyvatelstvo
| Rok            | 1850 | 1900 | 1950 | 1960 | 1970 | 1980 | 1990 | 2000 | 2005 | 2010 |
| Počet obyvatel | 383  | 417  | 415  | 568  | 387  | 397  | 393  | 429  | 453  | 445  |

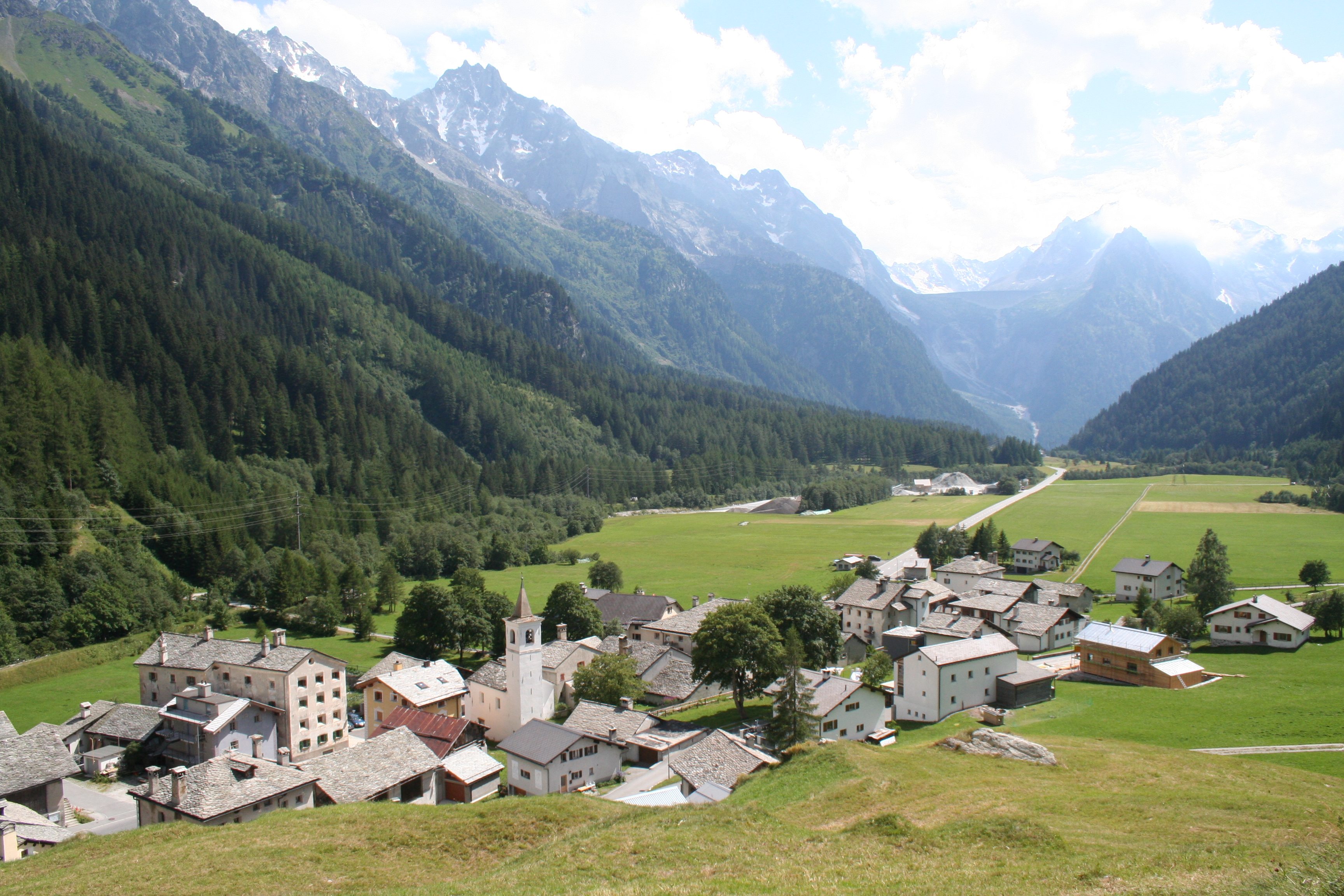
Vesnice Casaccia

Ve Vicosopranu se mluví lombardským dialektem. Úředním jazykem je italština. Již několik desetiletí zde žije početná německy mluvící menšina. Následující tabulka ukazuje vývoj v posledních desetiletích:
| Jazyky ve Vicosopranu |                   |                   |                   |                   |                   |                   |
| Jazyk                 | Sčítání lidu 1980 | Sčítání lidu 1980 | Sčítání lidu 1990 | Sčítání lidu 1990 | Sčítání lidu 2000 | Sčítání lidu 2000 |
| Jazyk                 | Počet             | Podíl             | Počet             | Podíl             | Počet             | Podíl             |
| Němčina               | 43                | 10,83 %           | 41                | 10,43 %           | 55                | 12,82 %           |
| Rétorománština        | 8                 | 2,02 %            | 16                | 4,07 %            | 18                | 4,20 %            |
| Italština             | 342               | 86,15 %           | 329               | 83,72 %           | 346               | 80,65 %           |
| Počet obyvatel        | 397               | 100 %             | 393               | 100 %             | 429               | 100 %             |

## Hospodářství
Pracovní místa pocházejí ze zemědělství a lesnictví, průmyslu a obchodu a také z odvětví služeb a pohostinství. V obci se nacházejí dva hotely. Kemp „Mulina“ se nachází nad obcí na pravém břehu řeky Mera.
Ve vesnici Löbbia se nachází elektrárna a rozvodna patřící curyšské elektrárenské společnosti EWZ. Kromě Curychu zásobuje EWZ elektřinou také mnoho údolí Graubündenu.